# Louis Chamorel
Louis Chamorel (Les Posses-Dessus, Bex, 28 juni 1879 - Aigle, 16 december 1966) was een Zwitsers politicus voor de Vrijzinnig-Democratische Partij (FDP/PRD) uit het kanton Vaud.

## Biografie
Louis Chamorel voltooide zijn middelbare studies in Bex (1891-1895) en in Kirchberg, gelegen in het kanton Bern (1896). Nadien werd hij landbouwer en wijnbouwer.
Bij de federale parlementsverkiezingen van 1919 werd hij verkozen in de Nationale Raad, waar hij zetelde van 1 december 1919 tot 30 november 1931. Bij de federale parlementsverkiezingen van 1931 werd hij immers verkozen in de Kantonsraad, waar hij zetelde tussen 1 december 1931 en 1 juni 1943.

## Trivia
- Chamorel zetelde in verschillende raden van bestuur van vakverenigingen in zijn geboortestreek.
- In het Zwitserse leger was hij kolonel-brigadier.